# Sphaerobunus rhinoceros
Sphaerobunus rhinoceros is een hooiwagen uit de familie Gonyleptidae.